# キエフケーキ
キエフケーキ(英語: Kiev cake, Kyiv cake，ウクライナ語: торт "Київський")とはウクライナのデザートケーキであり、1956年12月6日に、キエフの「カールマルクス製菓工場」(現在の製菓会社ロシェン)で生まれ、製造され始めたケーキである。

## 概要

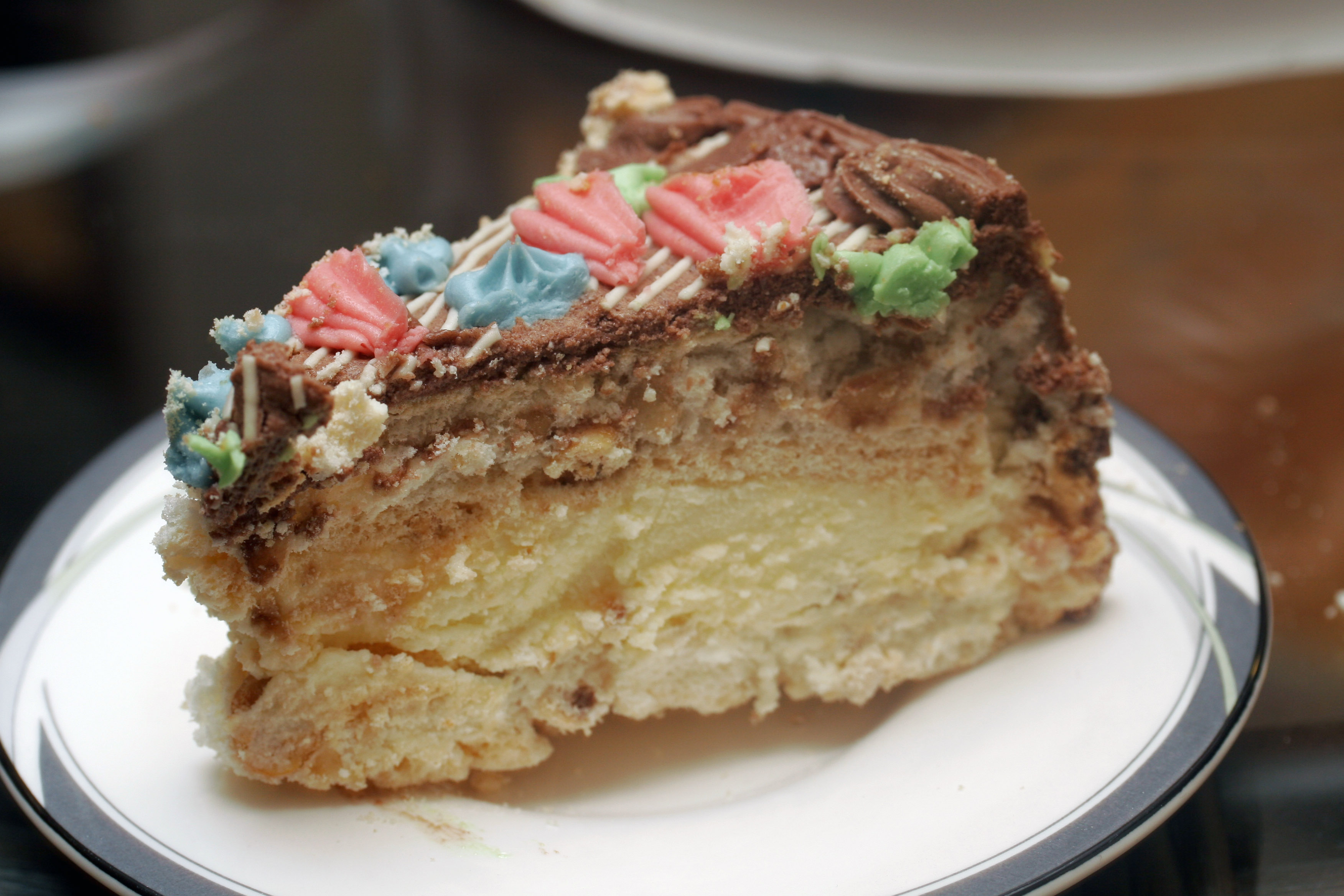
キエフケーキのスライス

製造されて、すぐにソビエト連邦全土で人気になった。昔、キエフのすべての「カールマルクス」製菓工場には独自の「手書き」のレシピがあったが、クリームケーキの装飾にはバリエーションがあった。今日では、偽物を避けるために、クリームのパターンが統一されている。
ケーキの名称はウクライナの首都のシンボルであり、今日では多くの工場が生産している。ただし、オリジナルのキエフ・ケーキはロシェン社のみが製造している。その工場だけが製造方法の特許、工業デザイン、製品の商標を持っている。それにもかかわらず、今日多くの人が自分のキッチンでキエフケーキを焼くのに成功しており、それは「ブランド」のものと大差はない。

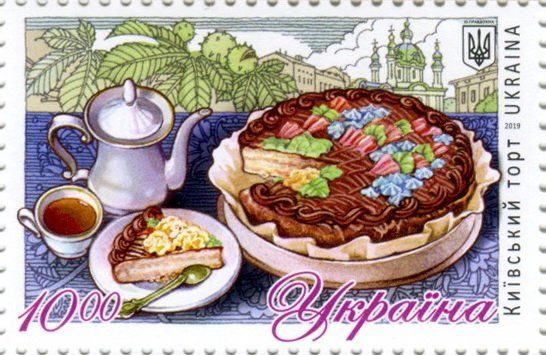
ウクライナの切手:キエフケーキ(2019)

キエフケーキはキエフ市名物の1つとなっており、特にブランドや栗の葉(キエフの非公式な紋章でもある)が描かれたパッケージで有名である。
丸い形のケーキで、ヘーゼルナッツ,チョコレートグレーズ,バタークリームのようなフィリングで出来た2層のふわふわとしたメレンゲで構成されている。ケーキの側面にはヘーゼルナッツが散りばめられ、上部はマルチカラーのバタークリームでデコレーションされ、砂糖漬けの果物で飾られている。底はデザートワインで浸されている。

## 製造技術
- 焙煎されたナッツを細かく刻み、小麦粉と混ぜる。卵白を泡立て、砂糖とバニラパウダーを徐々に加える。できた生地を紙の上に0.6〜0.7 cmの厚さの均一な層に広げ、150〜160°Cで焼く。焼きたてのケーキを25〜30℃で12時間乾燥させた後、紙を分離し、水で濡らす。
- ケーキにクリーミーなチョコレートシャーロットクリームを塗ってつなぐ。側面にもクリームが塗り、ケーキの残りからパン粉を塗る。カラークリームシャーロットをトッピングし、フルーツや砂糖漬けのフルーツで飾る。

## 興味深い事実
「キエフケーキ」は、ウクライナ・ソビエト社会主義共和国から70歳を迎えたLIブレジネフ書記局長への誕生日プレゼントの1つだった。この料理芸術作品は、3層からなり、70個のケーキで構成され、重量は5キログラムを超えていた。書記局長はこのプレゼントを熱愛し、この傑作を繰り返すようにシェフに要求したと言われている。オリジナルのレシピの詳細はキエフの工場でいまだ秘密にされている。

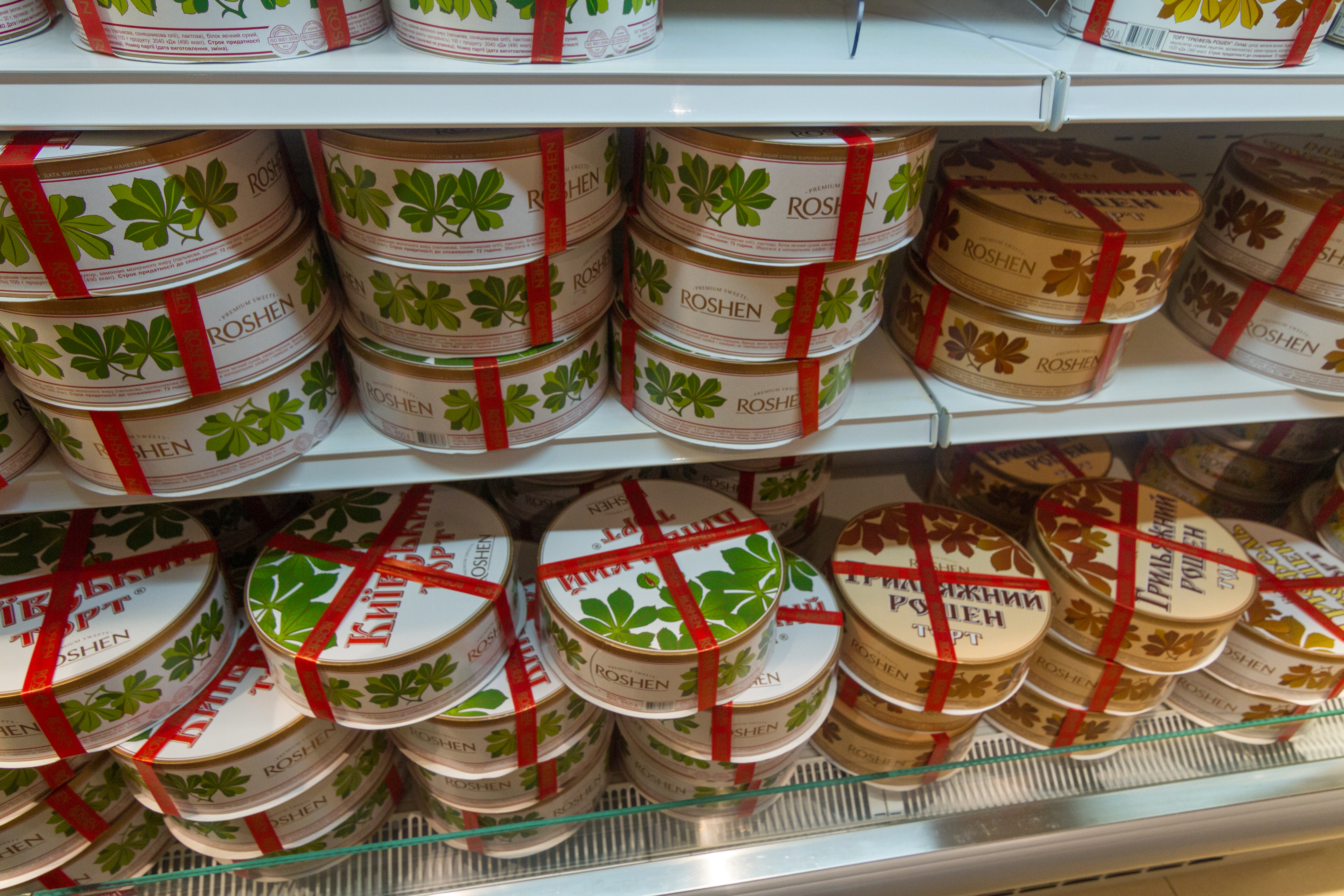
ロシェン社のキエフケーキ